# شهرک والفجر (منطقه ۶)
شهرک والفجر یکی از شهرک‌های شمال منطقه شش تهران است که در دهه ۶۰ شمسی بنا شده‌است. طبق تقسیمات شهرداری تهران، این شهرک در منطقه ۶ شهرداری، ناحیه ۶، در ضلع شمالی محله امیرآباد واقع است. در واقع، این شهرک در شمال محله امیرآباد شمالی قرار دارد؛ و از شمال به بزرگراه شهید همت، از جنوب به بزرگراه حکیم، از غرب به خیابان کارگر شمالی (امیرآباد سابق) و بزرگراه چمران، و از شرق به بزرگراه کردستان و خیابان شیخ بهایی جنوبی محدود می‌شود.

## بافت شهرک والفجر
بافت شهرک والفجر را می‌توان در نگاه کلی به سه بخش زیر تقسیم کرد:
1. مناطق مسکونی تعاونی‌ساز
2. مناطق مسکونی شخصی‌ساز
3. اماکن عمومی

## مهمترین ساکنان شهرک والفجر
از مهمترین ساکنان این شهرک، میتوان به مجید شهریاری از شهدای هسته ای و سید افشین سجادی از سیاستمداران کشور اشاره کرد.

### مناطق مسکونی تعاونی‌ساز
مناطق مسکونی تعاونی‌ساز شهرک والفجر در واقع توسط تعاونی‌های مسکن چند سازمان دولتی و عمومی ساخته شده‌اند که عبارتند از:
- تعاونی مسکن دادگستری و قوه قضائیه (در دو فاز یک و دو)
- تعاونی مسکن سازمان انرژی اتمی ایران
- تعاونی مسکن نیروی هوایی
- تعاونی مسکن سپاه
- تعاونی مسکن نخست‌وزیری و ریاست جمهوری
- تعاونی مسکن وزارت بازرگانی
- تعاونی مسکن پزشکان
- تعاونی مسکن بانک صنعت و معدن
- تعاونی مسکن شهرداری تهران

### مناطق مسکونی خصوصی‌ساز
مناطق مسکونی خصوصی‌ساز شهرک والفجر عموماً در خیابان دوم و سوم شهرک والفجر، محدوده غربی و شمال غربی ساختمان‌های مسکونی تعاونی مسکن دادگستری (فاز دو) و شمال ساختمان‌های مسکونی تعاونی مسکن سازمان انرژی اتمی، بنا شده‌اند.

### اماکن عمومی
مهم‌ترین اماکن عمومی واقع در محدوده شهرک والفجر عبارتند از:
- بنیاد ایران‌شناسی (خیابان ایران‌شناسی)
- مرکز مطالعات بهره‌وری و منابع انسانی (خیابان نهم)
- ناحیه ۶ شهرداری منطقه ۶ تهران (خیابان پانزدهم خرداد، شمال بزرگراه حکیم)
- شرکت آب و فاضلاب منطقه یک تهران، امداد و تعمیرات شبکه انشعاب شهرک والفجر (خیابان دهم)
- مرکز اورژانس تهران، پایگاه ۲۱۵ (خیابان پانزدهم خرداد، شمال بزرگراه حکیم)
- ایستگاه ۴۹ منطقه ۴ عملیات سازمان آتش‌نشانی و خدمات ایمنی شهرداری تهران (خیابان پانزدهم خرداد، شمال بزرگراه حکیم)
- مجتمع مخابراتی انقلاب اسلامی (ورودی شهرک والفجر، شمال غربی ساختمان‌های آ.اس. پ)
- جایگاه سوخت CNG (جنوب شهرک والفجر، شمال بزرگراه حکیم)
- پایانه اتوبوس‌های درون‌شهری به مقصد میدان راه‌آهن (پایانه معین)، میدان انقلاب اسلامی و میدان ولی عصر (شمال میدان شهدای دانشجو)
- بوستان زیتون (جنب خیابان ایران‌شناسی، جنوب ساختمان بنیاد ایران‌شناسی)
- بوستان صبا (خیابان دوم)
- مسجد جامع ثار الله (بین خیابان نهم و خیابان دوم)
- حسینیه نورالائمه (خیابان یکم)
- مجتمع آموزشی نوید صالحین (بین خیابان یازدهم و خیابان دوازده اردیبهشت)
- پاساژ شهرداری (خیابان پانزدهم خرداد، شمال بزرگراه حکیم)
- پارک آموزش ترافیک شیخ بهایی (ابتدای خیابان دوازده اردیبهشت)
- زمین تنیس و چمن مصنوعی فوتسال (انتهای خیابان دوازده اردیبهشت)
- مجموعه ورزشی صدف (خیابان دوم)
- خیاطی امید (انتهای خیابان دوم)
- دفتر مشاوران املاک تک (ابتدای خیابان نهم)
- سفارت جمهوری آذربایجان (در حال احداث در خیابان نهم جنب مرکز مطالعات بهره‌وری و منابع انسانی)

## مهم‌ترین خیابان‌های شهرک والفجر
مهم‌ترین خیابان‌های شهرک والفجر عبارتند از:
- خیابان ایران‌شناسی (ضلع شرقی شهرک والفجر؛ محل استقرار ساختمان بنیاد ایران‌شناسی (غرب)، و بوستان زیتون (غرب))
- خیابان پانزدهم خرداد (ضلع جنوبی شهرک والفجر؛ محل استقرار ساختمان‌های مسکونی تعاونی مسکن دادگستری و قوه قضائیه- فاز یک (شمال)، ساختمان ناحیه ۶ شهرداری منطقه ۶ تهران (جنوب)، پایگاه ۲۱۵ مرکز اورژانس تهران (جنوب)، ایستگاه ۴۹ منطقه ۴ عملیات سازمان آتش‌نشانی و خدمات ایمنی شهرداری تهران (جنوب)، جایگاه سوخت CNG (جنوب)، و پاساژ شهرداری (جنوب))
- خیابان یکم (ضلع جنوبی پارک جنگلی زیتون و حسینیه، و ضلع شمالی ساختمان‌های مسکونی تعاونی مسکن نخست‌وزیری و ریاست جمهوری)
- خیابان دوم (ضلع غربی شهرک والفجر؛ محل استقرار ساختمان‌های مسکونی تعاونی مسکن سازمان انرژی اتمی ایران، نیروی هوایی ارتش جمهوری اسلامی ایران، بوستان صبا، استخر صدف و خیاطی امید)
- خیابان پنجم (ضلع جنوبی شهرک والفجر؛ محل استقرار ساختمان‌های مسکونی تعاونی مسکن وزارت بازرگانی (شرق) و تعاونی مسکن پزشکان (غرب)، و شمال غربی ساختمان مجتمع مخابراتی انقلاب اسلامی)
- خیابان نهم (ضلع غربی شهرک والفجر؛ محل استقرار فاز اول ساختمان‌های مسکونی تعاونی مسکن دادگستری و قوه قضائیه- فاز دو (شرق)، مسجد ثار الله (ع) (غرب)، و ساختمان مرکز مطالعات بهره‌وری و منابع انسانی (غرب))
- خیابان دهم (ضلع جنوبی شهرک والفجر؛ محل استقرار ساختمان‌های مسکونی تعاونی مسکن بانک صنعت و معدن (غرب)، و شرکت آب و فاضلاب منطقه یک تهران-امداد و تعمیرات شبکه انشعاب شهرک والفجر (شرق))
- خیابان یازدهم (ضلع جنوب شرقی شهرک والفجر؛ محل استقرار فاز دوم ساختمان‌های مسکونی تعاونی مسکن دادگستری و قوه قضائیه- فاز یک (شرق)، و مجتمع آموزشی نوید صالحین (غرب))
- خیابان دوازده اردیبهشت (مرکز شهرک والفجر؛ مدرسه غیر انتفاعی نوید صالحین (شرق))
- خیابان شهرداری (شامل کوچه‌های سپیده، صبا، نیلوفر واقع در شمال شهرک والفجر؛ محل استقرار ساختمان‌های مسکونی تعاونی مسکن شهرداری تهران